# Resident Evil 2
Resident Evil 2, in Japan bekend als Biohazard 2, is een survival horror-computerspel in de Resident Evil-serie, ontwikkeld en uitgegeven door Capcom. Van het computerspel zijn miljoenen exemplaren verkocht. Het werd oorspronkelijk uitgebracht in 1998 voor de PlayStation, en is omgezet naar verschillende andere platformen, zoals de pc, Nintendo 64, Dreamcast, en de GameCube.
Het spel speelt zich twee maanden na Resident Evil af, wederom in Raccoon City. De stad, in het Amerikaanse Middenwesten, is getroffen door een virus, waardoor de bewoners veranderd zijn in zombies. De twee hoofdpersonages, Leon Kennedy en Claire Redfield, moeten ontsnappen uit de stad en komen onderweg  in verschillende verwikkelingen.
Het spel heeft verschillende soorten gameplay, zoals puzzels, ontdekking en gevechten. Het legt, zoals gewoonlijk in het genre, verschillende beperkingen op aan de speler. Zo kan het spel niet te vaak opgeslagen worden, en is de hoeveelheid munitie voor vuurwapens beperkt.
Ontwikkelaar Capcom bracht het spel zelf uit.  Het werd ontwikkeld door een team van circa 50 mensen over een periode van een jaar en negen maanden. Toen het spel voor 60 procent klaar was, besloot de productent om opnieuw te beginnen omdat hij het spel "saai" vond. In het aangepaste ontwerp waren onder meer nieuwe omgevingen, muziek en een meer cinematische verhaallijn verwerkt.

## Verhaal
Dit spel begint met Leon S. Kennedy die aankomt in Raccoon City, het is zijn eerste dag als RPD-agent. Als hij in de stad aankomt ontmoet hij Claire Redfield, de zus van Chris, beiden worden bijna direct aangevallen door zombies. Door een vrachtwagen die een ongeval veroorzaakt worden ze weer opgesplitst. Het eerste doel is het politiegebouw te bereiken, dit is te vergelijken met de "Mansion". Het gebouw is vergeven van zombies en vallen, daarnaast komen er nu ook 'Lickers' voor in het gebouw. Dit zijn gemuteerde mensen door het direct inspuiten van een onstabiele vorm van het virus. Lickers zijn gekend als hunters en hebben een zeer lange tong waarmee ze Claire en Leon aanvallen. In het spel moet de speler vele puzzels oplossen om sleutels te bemachtigen om zo verder te geraken. Via het politiegebouw gaat men naar een ondergronds laboratorium via een speciaal aangelegde trein.
In het laboratorium ontdekt men dat er een nieuwe vorm van het virus bestaat, het G-virus, dit zorgt ervoor dat er sneller mutaties optreden bij mensen. William Birkin, de ontwikkelaar van het G-virus, zorgde eerst voor de uitbraak van het T-virus en later injecteerde hij zichzelf met het virus. Hij muteerde in een zeer groot monster, gelukkig kon Leon hem stoppen. In het spel wordt Leon geholpen door Ada Wong, eerst blijkt ze haar vriendje te zoeken maar later wordt het duidelijk dat ze in het laboratorium is om een sample van het virus te pakken te krijgen. Claire daarentegen helpt een klein meisje, Sherry Birkin, dochter van William. Zij verstopt zich eerst in het politiegebouw en later ontsnapt ze samen met Claire. Ze is zeer belangrijk want ze bezit namelijk een sample van het nieuwe virus in haar halsketting. Het laatste personage in het spel is Annette Birkin, de vrouw van William, zij probeert haar dochter te redden en zij vermoordt Ada op het einde omdat ze het virus wil stelen. Aan het einde van het spel kunnen enkel Claire, Leon en Sherry ontsnappen aan de naderende nucleaire aanslag op Raccoon City, men doet dit om het virus uit te roeien.

## Gameplay
De game is qua gameplay grotendeels vergelijkbaar met zijn voorganger. De speler moet een fictieve stad verkennen, waarbij verschillende puzzels opgelost moeten worden en monsters bevochten moeten worden. De twee hoofdrolspelers zijn bewapend met vuurwapens, waarbij de beperkte hoeveelheid munitie een uitdaging vormt. In het statusscherm is het mogelijk om de gezondheid van de speler te bekijken, de speler te genezen, en over te schakelen naar een ander wapen. De gezondheid van de speler heeft ook invloed op, en is af te lezen van, het postuur en de bewegingssnelheid van de speler. Zo zal een zwaargewonde speler langzamer bewegen.
De speler kan slechts een beperkte hoeveelheid spullen meenemen, en kan extra spullen opslaan in kisten die in het spel te vinden zijn. De speler wordt vaak begeleid door een partner. Deze personages reizen vaak met de speler mee, en zijn af en toe ook speelbaar. In een aantal locaties staan typemachines, die de speler kan gebruiker om het spel op te slaan. Iedere keer dat de speler zijn speler opslaat, wordt er een inktlint verbruikt, waarvan er maar een beperkt aantal zijn. De speler kan tijdens de loop van het spel meer linten verzamelen. De objecten in de spelwereld, waaronder de spelers, bestaan uit polygoonmodellen die realtime worden aangemaakt, en tegen een vaststaande achtergrond worden geprojecteerd, die steevast vanuit dezelfde camerahoek wordt geprojecteerd.
De voornaamste toevoeging ten opzichte van zijn voorganger, is het zogenaamde zapping system. Hiermee is het mogelijk om, wanneer een level met één personage uitgespeeld is, het nogmaals te spelen met een ander personage. Wanneer dit andere personage hetzelfde level doorloopt, ervaart het een andere verhaallijn en andere puzzels, omdat het level veranderd is sinds het eerste personage het level doorliep. Na het doorlopen van het spel krijgt de speler een beoordeling, en wordt mogelijk beloond met een extra wapen of kledingstuk.

## Platforms
| Jaar | Platform                       |
| ---- | ------------------------------ |
| 1998 | Game.Com, PlayStation, Windows |
| 1999 | Dreamcast, Nintendo 64         |
| 2003 | GameCube                       |
| 2007 | PSP, PlayStation 3             |
| 2012 | PS Vita                        |

## Trivia
- Het spel is opgenomen in het boek 1001 Video Games You Must Play Before You Die van Tony Mott.